# جون ودلاند هاستينغز
جون ودلاند هاستينغز (بالإنجليزية: John Woodland Hastings)‏ هو أحيائي أمريكي، ولد في 24 مارس 1927 في سالزبوري في الولايات المتحدة، وتوفي في 6 أغسطس 2014 في ليكسينغتون في الولايات المتحدة بسبب تليف رئوي.